# Exapion compactum asturiense
Exapion compactum asturiense é uma subespécie de insetos coleópteros polífagos pertencente à família Apionidae.
A autoridade científica da subespécie é Wagner, tendo sido descrita no ano de 1914.
Trata-se de uma subespécie presente no território português.